# Chloris amethystea
Chloris amethystea är en gräsart som beskrevs av Ferdinand von Hochstetter. Chloris amethystea ingår i släktet kvastgrässläktet, och familjen gräs. Inga underarter finns listade i Catalogue of Life.